# Fares Fares
Fares Fares (Beiroet, 29 april 1973) is een Zweeds-Libanese acteur.

## Biografie
In 1987 vluchtte Fares' familie uit Libanon naar Örebro in Zweden. Op zijn vijftiende ging Fares acteren bij een lokale theatergroep.
Fares' broer, Josef Fares, is filmregisseur en vroeg Fares Fares meermaals in zijn films; dit was bijvoorbeeld het geval bij Fares' debuutfilm Jalla! Jalla!. Ook speelde hij onder andere in de films Child 44, Rogue One: A Star Wars Story en The Nile Hilton Incident.
Verder speelde Fares in de televisieseries Tyrant en Westworld en in verschillende toneelstukken.

## Filmografie
- 2000: Före stormen
- 2000: Jalla! Jalla!
- 2001: Live Life (Leva livet)
- 2003: Kopps
- 2004: Day and Night (Dag och natt)
- 2004: Der Fakir (Fakiren fra Bilbao)
- 2008: Ein Augenblick Freiheit
- 2008: Maria Wern (televisieserie, vier afleveringen)
- 2010: Snabba Cash
- 2012: Safe House
- 2012: Zero Dark Thirty
- 2012: Easy Money II – Mach sie fertig (Snabba Cash II)
- 2013: Kvinden i buret
- 2014–2016: Tyrant (televisieserie, zestien afleveringen)
- 2014: Fasandræberne
- 2015: Child 44
- 2016: Kollektivet
- 2016: Flaskepost fra P
- 2016: Rogue One: A Star Wars Story
- 2017: The Nile Hilton Affäre
- 2018: Westworld (televisieserie)
- 2019: Chernobyl (televisieserie)
- 2019: Journal 64
- 2022: The Contractor
- 2022: Boy from Heaven
- 2023: A Day and a Half
- 2025: Eagles of the Republic

- Bibsys: 3115554
- Biblioteca Nacional de España: XX5585146
- Bibliothèque nationale de France: cb17022891c (data)
- Gemeinsame Normdatei: 1059826305
- International Standard Name Identifier: 0000 0001 1326 373X
- Library of Congress Control Number: no2011015485
- Nationale Bibliotheek van Tsjechië: xx0159408
- Nationale Bibliotheek van Israël: 987007342869505171
- Nederlandse Thesaurus van Auteursnamen: 241792126
- Système universitaire de documentation: 191193127
- Virtual International Authority File: 165358398
- WorldCat: E39PBJhMq6b4QGftYd9G4Vb8G3